# Ron Livingstone
George Ronald "Ron" Livingstone (Oakland, California, 9 de octubre de 1925 - 26 de agosto de 1991) fue un jugador de baloncesto estadounidense que disputó dos temporadas en la NBA. Con 2,08 metros de estatura, jugaba en la posición de pívot.

## Trayectoria deportiva

### Universidad
Antes de entrar a la universidad, jugó una temporada con los Oakland Bittners de la AAU. Posteriormente jugó durante dos temporadas con los Cowboys de la niversidad de Wyoming.

### Profesional
Fue elegido en la sexta posición del Draft de la BAA de 1949 por Baltimore Bullets, de donde fue traspasado tras 16 partidos a Philadelphia Warriors a cambio de Ed Sadowski, donde acabó la temporada con el tercer mejor porcentaje de anotación tras Joe Fulks y Vern Gardner, con 9,6 puntos por partido. Al año siguiente jugó la temporada completa, aunque perdió protagonismo en el equipo, retirándose al finalizar la misma. En el total de su corta trayectoria profesional promedió 6,3 puntos y 4,7 rebotes por partido.

## Estadísticas de su carrera en la NBA

### Temporada regular
| Temp.   | Edad | Equipo       | Liga | P   | TIT | MIN | TC  | TCA  | %TC  | 3P | 3PA | %3P | TL  | TLA | %TL  | R.OF. | R.DEF. | REB | ASIS | ROB | TAP | PER | FP  | PTS |
| 1949-50 | 24   | TOTAL        | NBA  | 54  |     |     | 3.0 | 10.7 | .282 |    |     |     | 2.3 | 3.3 | .689 |       |        |     | 2.6  |     |     |     | 4.8 | 8.3 |
| 1949-50 | 24   | Baltimore    | NBA  | 16  |     |     | 1.6 | 6.4  | .245 |    |     |     | 2.2 | 2.9 | .761 |       |        |     | 1.5  |     |     |     | 3.4 | 5.3 |
| 1949-50 | 24   | Philadelphia | NBA  | 38  |     |     | 3.6 | 12.6 | .289 |    |     |     | 2.3 | 3.4 | .664 |       |        |     | 3.1  |     |     |     | 5.4 | 9.6 |
| 1950-51 | 25   | Philadelphia | NBA  | 63  |     |     | 1.7 | 5.6  | .295 |    |     |     | 1.2 | 1.7 | .697 |       |        | 4.7 | 1.2  |     |     |     | 3.5 | 4.5 |
| Total   |      |              | NBA  | 117 |     |     | 2.3 | 8.0  | .286 |    |     |     | 1.7 | 2.4 | .692 |       |        | 4.7 | 1.9  |     |     |     | 4.1 | 6.3 |

### Playoffs
| Temp.   | Edad | Equipo       | Liga | P | MIN | TCA | TC | 3PA | 3P | TLA | TL | R.OF. | REB | ASIS | ROB | TAP | PER | FP | PTS | %TC  | %3P | %FT  | MIN | PTS | REB | AST |
| 1949-50 | 24   | Philadelphia | NBA  | 2 |     | 6   | 16 |     |    | 4   | 7  |       |     | 5    |     |     |     | 12 | 16  | .375 |     | .571 |     | 8.0 |     | 2.5 |
| 1950-51 | 25   | Philadelphia | NBA  | 2 |     | 2   | 3  |     |    | 0   | 0  |       | 2   | 0    |     |     |     | 1  | 4   | .667 |     |      |     | 2.0 | 1.0 | 0.0 |
| Total   |      |              | NBA  | 4 |     | 8   | 19 |     |    | 4   | 7  |       | 2   | 5    |     |     |     | 13 | 20  | .421 |     | .571 |     | 5.0 | 1.0 | 1.3 |